# Ixora setchellii
Ixora setchellii là một loài thực vật có hoa trong họ Thiến thảo. Loài này được Fosberg mô tả khoa học đầu tiên năm 1937.